# Šestojanuarska diktatura

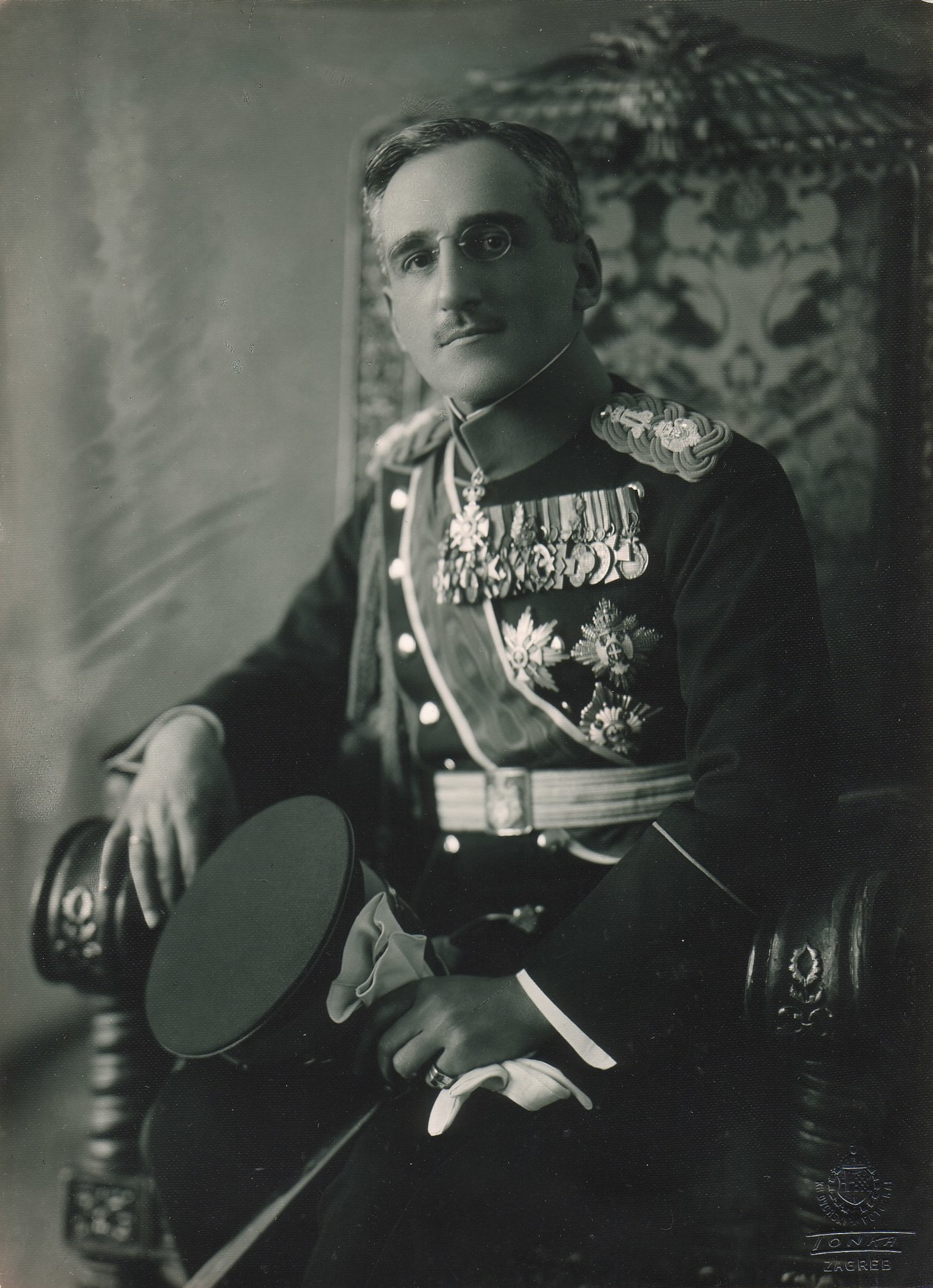
Król Aleksander I Karadziordziewić

Šestojanuarska diktatura (chorw. Šestosiječanjska diktatura) – okres rządów króla Aleksandra I Karadziordziewicia w Królestwie Jugosławii od 6 stycznia 1929 do 3 września 1931.
Został poprzedzony brutalizacją sytuacji politycznej w kraju, która apogeum osiągnęła wraz z zabójstwem przywódcy Chorwackiej Partii Chłopskiej Stjepana Radicia w 1928 roku.
6 stycznia 1929 król Aleksander I Karadziordziewić proklamował zawieszenie obowiązywania konstytucji i rozwiązanie Zgromadzenia Narodowego. Nowym premierem został generał Petar Živković. W ramach działalności legislacyjnej zakazano funkcjonowania wszystkich partii politycznych, wprowadzono cenzurę i ograniczono wolność słowa. Dyktatorska władza została skupiona w rękach króla. Nazwę państwa zmieniono z Królestwa Serbów, Chorwatów i Słoweńców na Królestwo Jugosławii. Wprowadzono podział administracyjny państwa na banowiny, które nie pokrywały się z granicami historycznymi.
Dyktatura trwała do 3 września 1931, gdy uchwalono nową konstytucję i przywrócono ustrój monarchii konstytucyjnej. Choć w trakcie dyktatorskich rządów posługiwano się hasłami o jedności i integralności Jugosławii, przedstawiciele narodów nie-serbskich dopatrywali się w jej istocie realizacji serbskich interesów. W wyniku politycznego terroru wiele osób zostało pozbawionych wolności lub zabitych.